# Nonnenhorn
Nonnenhorn è un comune tedesco di 1 604 abitanti, situato nel land della Baviera.